# Rutherfordium
Rutherfordium (opkaldt efter Ernest Rutherford) er det 104. grundstof i det periodiske system, og har det kemiske symbol Rf: Dette radioaktive overgangsmetal findes ikke i naturen, men kan kun fremstilles i mikroskopiske mængder i laboratorier.

## Egenskaber
Forskellige eksperimenter har bekræftet at rutherfordium kemisk set "opfører" sig som et typisk gruppe 4-grundstof, som kan danne tetravalent klorid (RfCl4) og bromid (RfBr4) samt et oxyklorid (RfOCl2).
Om end det ikke er helt fastslået endnu, gætter man på at rutherfordiums elektronkonfiguration er [Rn] 5f14 6d² 7s², hvilket understøtter billedet af et grundstof med egenskaber som hafnium, blot tungere; blandt andet forventes det at stoffet let danner Rf4+-ioner i en stærkt sur opløsning, og danne komplekser i forbindelse med salt-, brom- og flussyre.

## Fremstilling af rutherfordium
Det tyske Gesellschaft für Schwerionenforschung har de sidste 2 årtier forsket i fremstillingen af forskellige rutherfordium-isotoper ved at "beskyde" bly af forskellige isotoper med 50Ti. På Lawrence Berkeley National Laboratory har man gjort noget lignende med 48Ti, og opdaget at titan-"projektilets" isospin har en indflydelse på "udbyttet" af rutherfordium-atomer; præcist hvorfor ved man ikke, men der forskes aktuelt i fænomenet.
Andre isotop-kombinationer af "mål" og "projektil" er blevet brugt i forsøget på at skabe rutherfordium-kerner med flere neutroner: Specielt har 248Cm beskudt med 18O samt 244Pu beskudt med 22Ne vist sig brugbare til dette formål. I 2006 formåede man at skabe flere forskellige rutherfordium-isotoper ved kollisioner mellem 238U og 26Mg.
Rutherfordium er også opstået som en slags "sidegevinst" i jagten på endnu tungere atomkerner, som efter typisk meget korte halveringstider henfalder til lidt lettere kerner, herunder rutherfordium.

## Historie
Det 104. grundstof blev første gang syntetiseret i 1964 ved det Forenede institut for kerneforskning ved Dubna i det daværende Sovjetunionen: Her havde forskere "beskudt" isotopen 242Pu med kerner af 22Ne med energier mellem 113 og 115 MeV, og ved hjælp af et mikroskop og en speciel type glas konstateret at resultatet undergik fission og dannede det nye grundstof. Nærmere undersøgelser af måleresultaterne tydede på at der var tale om isotopen 259Rf.
For at underbygge deres opdagelse gik forskerne straks i gang med at undersøge det nye grundstofs egenskaber, blandt andet med forsøg hvori man hurtigt fik de nydannede rutherfordium-atomer til at gå i kemisk forbindelse med klor, så man kunne undersøge stoffets reaktivitet med klor og med kaliumklorid. Resultaterne af dette arbejde slog endegyldigt fast at der var tale om grundstof nr. 104.
I 1969 arbejdede man også i University of California, Berkeley med at skabe rutherfordium, men her beskød man 249Cf med forskellige isotoper af kulstof, og 248Cm med 16O, og skabte derved ikke blot 259Rf som de sovjetiske forskere, men også 257Rf og 258Rf: Undersøgelser af disse isotopers henfaldsprodukter underbyggede teorien om at der var dannet kerner af det 104. grundstof. Berkeley-forskerne bemærkede i øvrigt at de ikke var i stand til at gentage den sovjetiske fremgangsmåde.
IUPACs arbejdsgruppe for særlig tunge grundstoffer, "Transfermium Working Group", undersøgte i 1992 begge forskergruppers "bidrag" til opdagelsen af det nye grundstof, og endte med at konkludere at æren for opdagelsen bør deles ligeligt mellem de to grupper. Berkeley-gruppen protesterede skarpt imod denne afgørelse, men arbejdsgruppen tilbageviste Berkeley-forskernes protest punkt for punkt. At de siden har valgt det amerikanske navneforslag kan måske ses som et tegn på at transfermium-arbejdsgruppen siden har skiftet synspunkt.

### Navnestrid om det nye grundstof
Dmitrij Mendelejevs periodiske system havde en "tom plads" for grundstof nummer 104, og det hypotetiske grundstof kom til at gå under navnet eka-hafnium, men de to konkurrerende forskerhold som havde syntetiseret dette grundstof havde hver deres forslag til et navn for stoffet: Sovjetunionen hævdede at være det første til at syntetisere det, og foreslog kurchatovium (symbol: Ku) til ære for Igor Vasilevitj Kurtjatov; den tidligere chef for Sovjetunionens kerneforskning. Amerikanerne foreslog Rutherfordium, til ære for Ernest Rutherford, bredt anerkendt som "kernefysikkens far". IUPAC løste i første omgang navnestriden med det midlertidige navn unnilquadium – først i 1997 blev alle involverede parter enige om en løsning på denne og andre navnestridigheder, så grundstofferne fra nummer 104 til 107 kunne få "rigtige" navne.

## Isotoper af rutherfordium
Man kender 16 isotoper af rutherfordium; som alle er radioaktive. De mest "sejlivede" isotoper er 265Rf med en halveringstid på ca. 13 timer. Alle fundne isotoper tungere end 263Rf har halveringstider på en time eller mere, mens de øvrige isotopers halveringstider måles i minutter eller mindre.